# 第二次岸田內閣 (第二次改組)
第二次岸田第二次改組内閣（日语：／ Dainiji Kishida Dainiji Kaizō Naikaku */?）是日本眾議院議員、自由民主黨總裁岸田文雄就任第101任內閣總理大臣（首相）後，自2023年9月13日至2024年10月1日組成的內閣。該內閣由自由民主黨聯合公明黨組成，為自公連立政權。

## 概述
2023年9月8日，岸田向多位执政党高层通报，他打算于9月13日改组内阁。
同月10日，正出席於印度新德里舉行的「第18屆20國集團首腦會議（G20峰會）」的岸田文雄，在當地對國內外記者舉行了記者會，並宣布了「計劃於13日進行內閣改組及黨內要職人事調整」的方針。 
在13日改組內閣成立之際，在內閣總理大臣官邸舉行的記者會議上，岸田文雄稱這個內閣為「將變化轉化為力量的內閣」。  
西村康稔在擔任經濟產業大臣的同時，也兼任了「俄羅斯經濟領域合作負責」的職位。由於俄羅斯與烏克蘭的戰爭，日本對俄羅斯實施了經濟制裁，因此有觀點認為負責經濟制裁的經濟產業大臣兼任此職位存在矛盾。在內閣改造前，來自執政與在野黨的聲音均提出了廢止這一職位的論調。然而，繼續留任的西村康稔最終仍然兼任了這一職務。
内阁官房长官松野博一兼任的“预防接种推进”职务被“撤职”  ，且没有任命继任者，因此被废除。
在這次內閣中，女性閣員的人數達到了歷史最多的五位。然而，在副大臣和大臣政務官的職位上，是自制度設立以來首次沒有女性被任命（這是在發足時的情況。之後，在山田太郎辭去文部科學大臣政務官兼復興大臣政務官後，本田顕子被任命為其後任）。這也是首個完全由戰後出生的成員組成的內閣。

## 内阁组成/人员
政党/出身：
  自由民主党（岸田派）   自由民主党（茂木派）   自由民主党（麻生派）   自由民主党（安倍派）   自由民主党（二階派）
  自由民主党（森山派）   自由民主党（谷垣G）   自由民主党（石破G）   自由民主党（無派閥）   公明党   中央省庁・民間

### 国务大臣
于2023年9月13日获委任。
| 職名 | 氏名       | 氏名 | 出身等                       | 特命事項等 | 備考                      |
| --- | ---------- | ---- | ---------------------------- | --- | ------------------------- |
| 内閣総理大臣                                                                                              | 岸田文雄   |      | 衆議院 自由民主党 （岸田派） | | 自由民主党総裁 留任       |
| 総務大臣                                                                                                  | 鈴木淳司   |      | 衆議院 自由民主党 （安倍派） | | 初入閣 2023年12月14日免職 |
| 総務大臣                                                                                                  | 松本剛明   |      | 衆議院 自由民主党 （麻生派） | | 再入閣 2023年12月14日任命 |
| 法務大臣                                                                                                  | 小泉龍司   |      | 衆議院 自由民主党 （二階派） | | 初入閣                    |
| 外務大臣                                                                                                  | 上川陽子   |      | 衆議院 自由民主党 （岸田派） | | 再入閣                    |
| 財務大臣 内閣府特命担当大臣 （金融）                                                                      | 鈴木俊一   |      | 衆議院 自由民主党 （麻生派） | デフレ脱却担当 内閣総理大臣臨時代理 就任順位第3順位                                                                                 | 留任                      |
| 文部科学大臣                                                                                              | 盛山正仁   |      | 衆議院 自由民主党 （岸田派） | | 初入閣                    |
| 厚生労働大臣                                                                                              | 武見敬三   |      | 参議院 自由民主党 （麻生派） | | 初入閣                    |
| 農林水産大臣                                                                                              | 宮下一郎   |      | 衆議院 自由民主党 （安倍派） | | 初入閣 2023年12月14日免職 |
| 農林水産大臣                                                                                              | 坂本哲志   |      | 衆議院 自由民主党 （森山派） | | 再入閣 2023年12月14日任命 |
| 経済産業大臣 内閣府特命担当大臣                                                                           | 西村康稔   |      | 衆議院 自由民主党 （安倍派） | 原子力経済被害担当 GX実行推進担当 産業競争力担当 ロシア経済分野協力担当                                                             | 留任 2023年12月14日免職   |
| 経済産業大臣 内閣府特命担当大臣                                                                           | 齋藤健     |      | 衆議院 自由民主党 （無派閥） | 原子力経済被害担当 GX実行推進担当 産業競争力担当 ロシア経済分野協力担当                                                             | 再入閣 2023年12月14日任命 |
| 国土交通大臣                                                                                              | 齊藤鐵夫   |      | 衆議院 公明党                | 水循環政策担当 国際園芸博覧会担当                                                                                                   | 公明党副代表 留任         |
| 環境大臣 内閣府特命担当大臣 （原子力防災）                                                                | 伊藤信太郎 |      | 衆議院 自由民主党 （麻生派） | | 初入閣                    |
| 防衛大臣                                                                                                  | 木原稔     |      | 衆議院 自由民主党 （茂木派） | | 初入閣                    |
| 内閣官房長官                                                                                              | 松野博一   |      | 衆議院 自由民主党 （安倍派） | 沖縄基地負担軽減担当 拉致問題担当 内閣総理大臣臨時代理 就任順位第1順位                                                              | 留任 2023年12月14日免職   |
| 内閣官房長官                                                                                              | 林芳正     |      | 衆議院 自由民主党 （岸田派） | 沖縄基地負担軽減担当 拉致問題担当 内閣総理大臣臨時代理 就任順位第1順位                                                              | 再入閣 2023年12月14日任命 |
| デジタル大臣 内閣府特命担当大臣 （規制改革）                                                              | 河野太郎   |      | 衆議院 自由民主党 （麻生派） | デジタル行財政改革担当 デジタル田園都市国家構想担当 行政改革担当 国家公務員制度担当 内閣総理大臣臨時代理 就任順位第4順位            | 留任                      |
| 復興大臣                                                                                                  | 土屋品子   |      | 衆議院 自由民主党 （無派閥） | 福島原発事故再生総括担当 | 初入閣                    |
| 国家公安委員会委員長 内閣府特命担当大臣 （防災） （海洋政策）                                             | 松村祥史   |      | 参議院 自由民主党 （茂木派） | 国土強靭化担当 領土問題担当 | 初入閣                    |
| 内閣府特命担当大臣 （こども政策） （少子化対策） （若者活躍） （男女共同参画）                            | 加藤鮎子   |      | 衆議院 自由民主党 （谷垣G）  | 女性活躍担当 共生社会担当 孤独・孤立対策担当                                                                                        | 初入閣                    |
| 内閣府特命担当大臣 （経済財政政策）                                                                       | 新藤義孝   |      | 衆議院 自由民主党 （茂木派） | 経済再生担当 新しい資本主義担当 スタートアップ担当 感染症危機管理担当 全世代型社会保障改革担当 内閣総理大臣臨時代理 就任順位第5順位 | 再入閣                    |
| 内閣府特命担当大臣 （クールジャパン戦略） （知的財産戦略） （科学技術政策） （宇宙政策） （経済安全保障） | 高市早苗   |      | 衆議院 自由民主党 （無派閥） | 経済安全保障担当 内閣総理大臣臨時代理 就任順位第2順位                                                                               | 留任                      |
| 内閣府特命担当大臣 （沖縄及び北方対策） （消費者及び食品安全） （地方創生） （アイヌ施策）                | 自見英子   |      | 参議院 自由民主党 （二階派） | 国際博覧会担当 | 初入閣                    |

### 内阁官房副长官/内阁法制局局长
于2023年9月13日获委任。
| 职称           | 全名     | 全名 | 产地等                       | 评论 |
| -------------- | -------- | ---- | ---------------------------- | ---- |
| 官房副长官     | 村井英树 |      | 众议院／自民党（岸田派）     |      |
| 官房副长官     | 守谷宏   |      | 参议院／自民党（岸田派）     |      |
| 官房副长官     | 久留俊一 |      | 行政人员／警察厅             | 留任 |
| 内阁法制局局长 | 近藤正治 |      | 前内阁法制秘书长／经济产业省 | 留任 |

### 首相顾问
于2023年9月15日获委任。
| 职称                                                                                      | 全名       | 全名 | 隶属关系等                      | 评论               |
| ----------------------------------------------------------------------------------------- | ---------- | ---- | ------------------------------- | ------------------ |
| 首相顾问 （国家安全重要政策 并负责核裁军和防扩散问题）                                    | 石原宏高   |      | 众议院／自民党（岸田派）        | 2023年9月13日任命  |
| 首相顾问 （负责乡村振兴）                                                                 | 小里泰弘   |      | 众议院/自民党（谷垣G）          | 2023年9月13日任命  |
| 首相顾问 （负责妇女赋权、老年人和消费者措施）                                             | 上野美智子 |      | 参议院／自民党（安倍派）        | 2023年12月14日免職 |
| 首相顾问 （国家复原力和重建等社会基础设施发展 以及科学、技术和创新政策 负责其他特殊事项） | 森雅文     |      | 民間                            | 留任               |
| 首相顾问 （负责工资、就业）                                                               | 矢田知子   |      | 民間（前参议院议员/國民民主党） |                    |

### 副部长
| 职称             | 全名       | 产地等                          | 评论                                     |
| ---------------- | ---------- | ------------------------------- | ---------------------------------------- |
| 数字化部副部长   | 石川昭正   | 众议院／自民党（无派系）        | 内阁府副大臣兼任                         |
| 重建部副部长     | 高木博久   | 众议院／自民党（二阶派）        |                                          |
| 重建部副部长     | 平木大作   | 参议院／公明党                  |                                          |
| 重建部副部长     | 堂故茂     | 参议院／自民党（茂木派）        | 內閣府副大臣兼任                         |
| 内阁府副大臣     | 石川昭正   | 众议院／自民党（无派别）        | 数字化部副部长兼任                       |
| 内阁府副大臣     | 井林龙典   | 众议院／自民党（麻生派、谷垣G） |                                          |
| 内阁府副大臣     | 工藤正三   | 众议院／自民党（麻生派）        |                                          |
| 内阁府副大臣     | 堀井学     | 众议院／自民党（安倍派）        | 2023年12月14日免職                       |
| 内阁府副大臣     | 古賀篤     | 衆議院／自民党（岸田派）        | 2023年12月14日任命                       |
| 内阁府副大臣     | 岩田和亲   | 众议院／自民党（岸田派）        | 经济产业省副部长兼任                     |
| 内阁府副大臣     | 酒井恒之   | 参议院／自民党（安倍派）        | 经济产业省副部长兼任／2023年12月14日免職 |
| 内阁府副大臣     | 上月良祐   | 参議院／自民党（茂木派）        | 经济产业省副部长兼任／2023年12月14日任命 |
| 内阁府副大臣     | 堂故茂     | 参议院／自民党（茂木派）        | 重建部兼国土交通省副部长兼任             |
| 内阁府副大臣     | 泷泽元谋   | 参议院／自民党（麻生派）        | 环境部副部长兼任                         |
| 内阁府副大臣     | 宫泽弘之   | 众议院／自民党（安倍派）        | 国防部副部长兼任／2023年12月14日免職     |
| 内阁府副大臣     | 鬼木誠     | 衆議院／自由民主党（森山派）    | 國防部副部長兼任／2023年12月14日任命     |
| 总务相副部长     | 渡边浩一   | 众议院／自民党（岸田派）        |                                          |
| 总务相副部长     | 成志马场   | 参议院／自民党（岸田派）        |                                          |
| 司法部副部长     | 柿泽美雪   | 众议院／自民党（谷垣G）         | 2023年10月31日免職                       |
| 司法部副部长     | 角山弘典   | 众议院／自民党（石破G）         | 2023年10月31日任命                       |
| 外交部副部长     | 辻清人     | 众议院／自民党（岸田派）        |                                          |
| 外交部副部长     | 堀井岩夫   | 参议院／自民党（安倍派）        | 2023年12月14日免職                       |
| 外交部副部长     | 柘植芳文   | 参議院／自民党（無派閥）        | 2023年12月14日任命                       |
| 财政部副部长     | 神田贤治   | 众议院/自民党（安倍派）         | 2023年11月13日免職                       |
| 财政部副部长     | 赤泽龙正   | 众议院/自民党（石破G）          | 2023年11月13日任命                       |
| 财政部副部长     | 矢仓克男   | 参议院／公明党                  |                                          |
| 文部科学省副部长 | 青山周平   | 众议院/自民党（安倍派）         | 2023年12月14日免職                       |
| 文部科学省副部长 | 阿部俊子   | 衆議院／自民党（無派閥）        | 2023年12月14日任命                       |
| 文部科学省副部长 | 今枝宗一郎 | 众议院／自民党（麻生派）        |                                          |
| 厚生劳动省副部长 | 滨町正一   | 众议院／公明党                  |                                          |
| 厚生劳动省副部长 | 宫崎正久   | 众议院／自民党（茂木派）        |                                          |
| 农林水产省副部长 | 铃木法一   | 众议院／自民党（茂木派）        |                                          |
| 农林水产省副部长 | 武村信秀   | 众议院／自民党（无派系）        |                                          |
| 经济产业副大臣   | 岩田和亲   | 众议院／自民党（岸田派）        | 内阁府副大臣兼任                         |
| 经济产业副大臣   | 酒井恒之   | 参议院／自民党（安倍派）        | 内阁府副大臣兼任／2023年12月14日免職     |
| 经济产业副大臣   | 上月良祐   | 参議院／自民党（茂木派）        | 內閣府副大臣兼任／2023年12月14日任命     |
| 国土交通省副部长 | 国场幸之助 | 众议院／自民党（岸田派）        |                                          |
| 国土交通省副部长 | 堂故茂     | 参议院／自民党（茂木派）        | 内阁府副部长兼任                         |
| 环境部副部长     | 八木哲也   | 众议院／自民党（石破G）         |                                          |
| 环境部副部长     | 泷泽元谋   | 参议院／自民党（麻生派）        | 内阁府副大臣兼任                         |
| 国防部副部长     | 宫泽弘之   | 众议院／自民党（安倍派）        | 内阁府副大臣兼任／2023年12月14日免職     |
| 国防部副部长     | 鬼木誠     | 衆議院／自民党（森山派）        | 内閣府副大臣兼任／2023年12月14日任命     |

### 国会副大臣
于2023年9月15日获委任。
| 職名               | 氏名       | 出身等                              | 備考                                       |
| ------------------ | ---------- | ----------------------------------- | ------------------------------------------ |
| デジタル大臣政務官 | 土田慎     | 衆議院／自由民主党（麻生派）        | 内閣府大臣政務官兼任                       |
| 復興大臣政務官     | 平沼正二郎 | 衆議院／自由民主党（二階派）        | 内閣府大臣政務官兼任                       |
| 復興大臣政務官     | 山田太郎   | 参議院／自民党（無派閥）            | 文部科学大臣政務官兼任／2023年10月26日免職 |
| 復興大臣政務官     | 本田顕子   | 参議院／自民党（無派閥）            | 文部科学大臣政務官兼任／2023年10月26日任命 |
| 復興大臣政務官     | 石井拓     | 衆議院／自民主党（安倍派）          | 経済産業、内閣府大臣政務官兼任             |
| 復興大臣政務官     | 加藤竜祥   | 衆議院／自民主党（安倍派）          | 国土交通、内閣府大臣政務官兼任             |
| 内閣府大臣政務官   | 土田慎     | 衆議院／自由民主党（麻生派）        | デジタル大臣政務官兼任                     |
| 内閣府大臣政務官   | 神田潤一   | 衆議院／自由民主党（岸田派）        |                                            |
| 内閣府大臣政務官   | 古賀友一郎 | 参議院／自由民主党（岸田派）        |                                            |
| 内閣府大臣政務官   | 平沼正二郎 | 衆議院／自由民主党（二階派）        | 復興大臣政務官兼任                         |
| 内閣府大臣政務官   | 吉田宣弘   | 衆議院／公明党                      | 経済産業大臣政務官兼任                     |
| 内閣府大臣政務官   | 石井拓     | 衆議院／自由民主党（安倍派）        | 経済産業、復興大臣政務官兼任               |
| 内閣府大臣政務官   | 加藤竜祥   | 衆議院／自由民主党（安倍派）        | 国土交通、復興大臣政務官兼任               |
| 内閣府大臣政務官   | 国定勇人   | 衆議院／自由民主党（二階派）        | 環境大臣政務官兼任                         |
| 内閣府大臣政務官   | 三宅伸吾   | 参議院／自由民主党（無派閥）        | 防衛大臣政務官兼任                         |
| 総務大臣政務官     | 小森卓郎   | 衆議院／自由民主党（安倍派）        |                                            |
| 総務大臣政務官     | 長谷川淳二 | 衆議院／自由民主党（無派閥）        |                                            |
| 総務大臣政務官     | 船橋利実   | 参議院／自由民主党（麻生派）        |                                            |
| 法務大臣政務官     | 中野英幸   | 衆議院／自由民主党（二階派→無派閥） |                                            |
| 外務大臣政務官     | 高村正大   | 衆議院／自由民主党（麻生派）        |                                            |
| 外務大臣政務官     | 深澤陽一   | 衆議院／自由民主党（岸田派）        |                                            |
| 外務大臣政務官     | 穂坂泰     | 衆議院／自由民主党（無派閥）        |                                            |
| 財務大臣政務官     | 瀬戸隆一   | 衆議院／自由民主党（麻生派）        |                                            |
| 財務大臣政務官     | 佐藤啓     | 参議院／自由民主党（安倍派）        | 2023年12月14日免職                         |
| 財務大臣政務官     | 進藤金日子 | 参議院／自由民主党（二階派）        | 2023年12月14日任命                         |
| 文部科学大臣政務官 | 安江伸夫   | 参議院／公明党                      |                                            |
| 文部科学大臣政務官 | 山田太郎   | 参議院／自由民主党（無派閥）        | 復興大臣政務官兼任／2023年10月26日免職     |
| 文部科学大臣政務官 | 本田顕子   | 参議院／自由民主党（無派閥）        | 復興大臣政務官兼任／2023年10月26日任命     |
| 厚生労働大臣政務官 | 塩崎彰久   | 衆議院／自由民主党（安倍派）        |                                            |
| 厚生労働大臣政務官 | 三浦靖     | 参議院／自由民主党（茂木派）        |                                            |
| 農林水産大臣政務官 | 高橋光男   | 参議院／公明党                      |                                            |
| 農林水産大臣政務官 | 舞立昇治   | 参議院／自由民主党（石破G）         |                                            |
| 経済産業大臣政務官 | 吉田宣弘   | 衆議院／公明党                      | 内閣府大臣政務官兼任                       |
| 経済産業大臣政務官 | 石井拓     | 衆議院／自由民主党（安倍派）        | 復興、内閣府大臣政務官兼任                 |
| 国土交通大臣政務官 | 石橋林太郎 | 衆議院／自由民主党（岸田派）        |                                            |
| 国土交通大臣政務官 | 小鑓隆史   | 参議院／自由民主党（岸田派）        |                                            |
| 国土交通大臣政務官 | 加藤竜祥   | 衆議院／自由民主党（安倍派）        | 復興、内閣府大臣政務官兼任                 |
| 環境大臣政務官     | 朝日健太郎 | 参議院／自由民主党（無派閥）        |                                            |
| 環境大臣政務官     | 国定勇人   | 衆議院／自由民主党（二階派）        | 内閣府大臣政務官兼任                       |
| 防衛大臣政務官     | 松本尚     | 衆議院／自由民主党（安倍派）        |                                            |
| 防衛大臣政務官     | 三宅伸吾   | 参議院／自由民主党（無派閥）        | 内閣府大臣政務官兼任                       |

## 勢力分配表
| 姓名   | 力量 | 国务大臣 | 副部长 | 议会秘书 | 助手 | 其他的                                                           |
| ------ | ---- | -------- | ------ | -------- | ---- | ---------------------------------------------------------------- |
| 安倍派 | 99   | 4→0      | 7→6→0  | 6→5      | 1→0  |                                                                  |
| 麻生派 | 55   | 4→5      | 4      | 4        | 0    | 副总裁                                                           |
| 茂木派 | 55   | 3        | 3→4    | 1        | 0    | 秘书长、选举委员会委员长、参议院议員会长、众议院议长、参议院议长 |
| 无派系 | 54   | 2→3→4    | 2→4    | 6→7      | 0    | 政务研究会长、代理秘书长、国会对策委员会委员长                   |
| 岸田派 | 46   | 3→4      | 5→6    | 4        | 1    | 自民党总裁                                                       |
| 二阶派 | 42   | 2→1      | 1      | 3→4→3    | 0    |                                                                  |
| 谷垣G  | 9    | 1        | 1→0    | 0        | 1    |                                                                  |
| 石破G  | 8    | 0        | 1→2→3  | 1        | 0    |                                                                  |
| 森山派 | 8    | 0→1      | 0→1    | 0        | 0    | 总务主席                                                         |
| 公明人 | 59   | 1        | 3      | 3        | 0    |                                                                  |
| 民間   | /    | 0        | 0      | 0        | 2    |                                                                  |
| 全部的 | /    | 20       | 27→26  | 28       | 5→4  | /                                                                |

## 内阁动向

### 内阁支持率变动
在改造內閣成立後進行的民意調查中，根據讀賣新聞的調查，內閣支持率維持在35%，與改造前的上一次調查持平，這也是自岸田內閣成立以來連續三個月的最低支持率。共同通信社的調查顯示支持率為39.8%，較前一次調查上升了6.2個百分點。每日新聞的調查則顯示，支持率較改造前的上一次調查下降了1個百分點，降至25%。另一方面，根據朝日新聞的調查，支持率從8月的調查中的33%略微上升至37%，但對於內閣改造人事的評價中，表示「不評價」的比例高達57%，遠高於「評價」的25%。

### 大臣职务爭議
继上届内阁之后，大臣职务中仍相继出现因丑闻而辞职的情况。
2023年10月26日，山田太郎時任文部科學大臣政務官兼復興大臣政務官，因自身的不倫問題而承擔責任辭職。其後任由參議院議員本田顕子在同日接任。

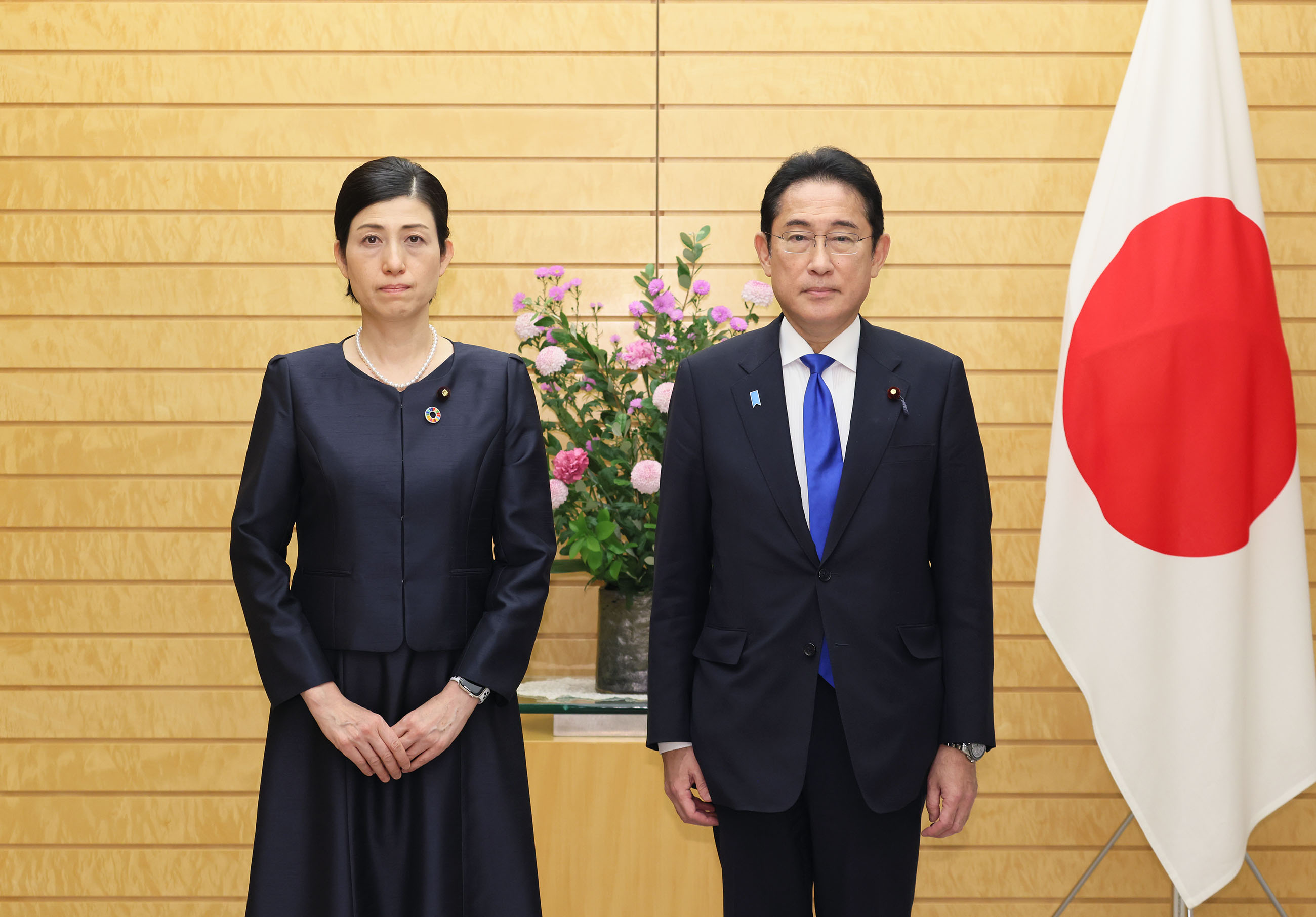
2023年10月26日，任命本田明子为文部科学省副大臣。

2023年10月31日，柿沢未途時任法務副大臣，因涉嫌參與與當年4月舉行的江東區長選舉中當選的木村弥生（同月26日已表明辭職意願）有關的公職選舉法違反事件（指在YouTube上進行有償廣告發布）被揭露，且被報導為曾建議木村發布廣告，這一切由朝日新聞的文章披露。因此，柿沢引咎辭去副大臣職務。其後任由先前內閣中擔任法務副大臣的門山宏哲衆議院議員在同日被認証，並就任該職。

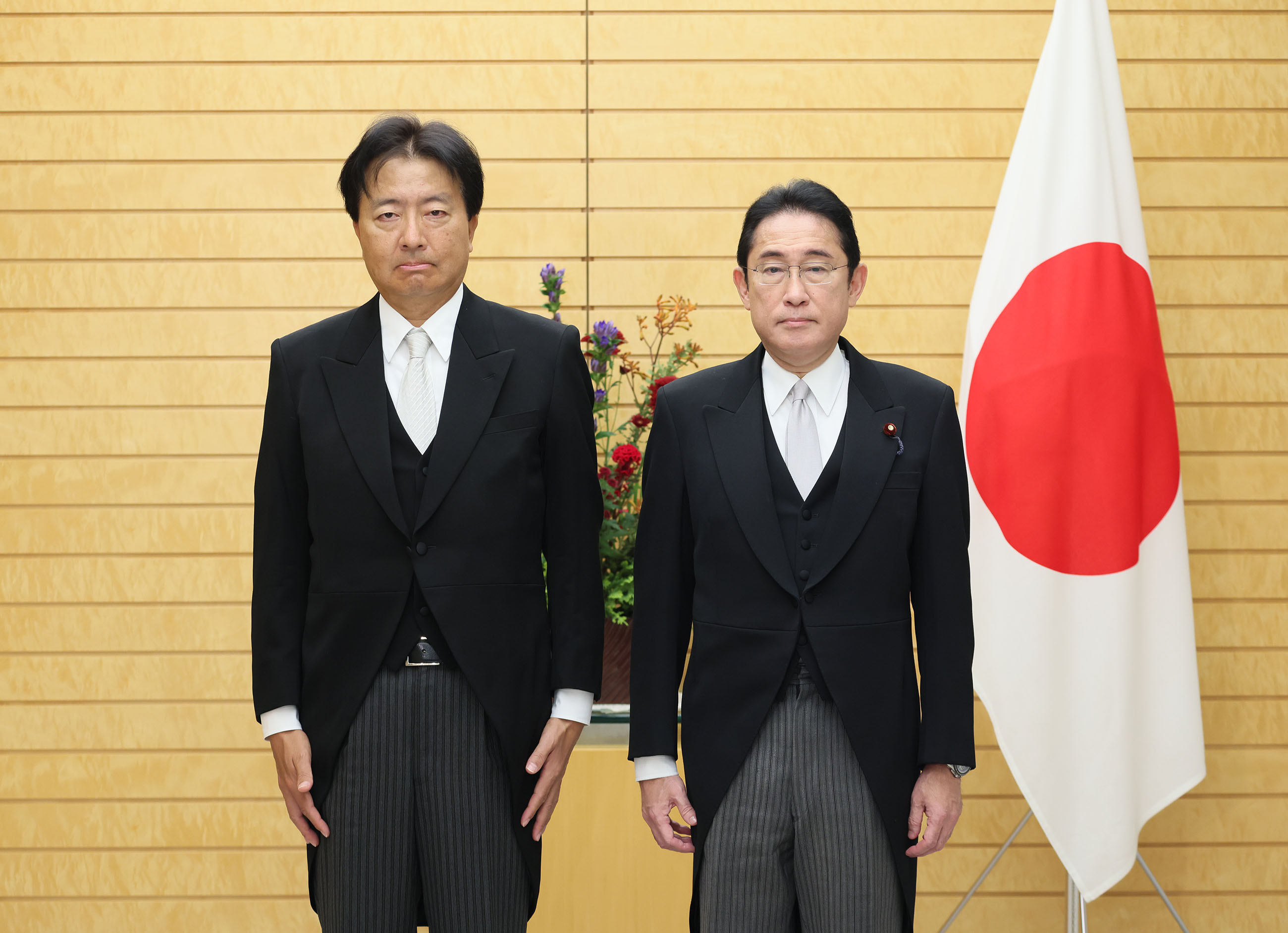
2023年10月31日，任命角山虎彻为法务省副大臣。

2023年11月13日，神田憲次時任財務副大臣，因過去在自己擔任代表取締役的公司擁有的土地和建築物上，多次出現固定資産稅滯納和被差押的問題，在國會審議的答辯中被揭露。因此，他引咎辭去副大臣職務，這被視為實際上的更迭。其後任由赤沢亮正衆議院議員在同日被認証，並就任該職。

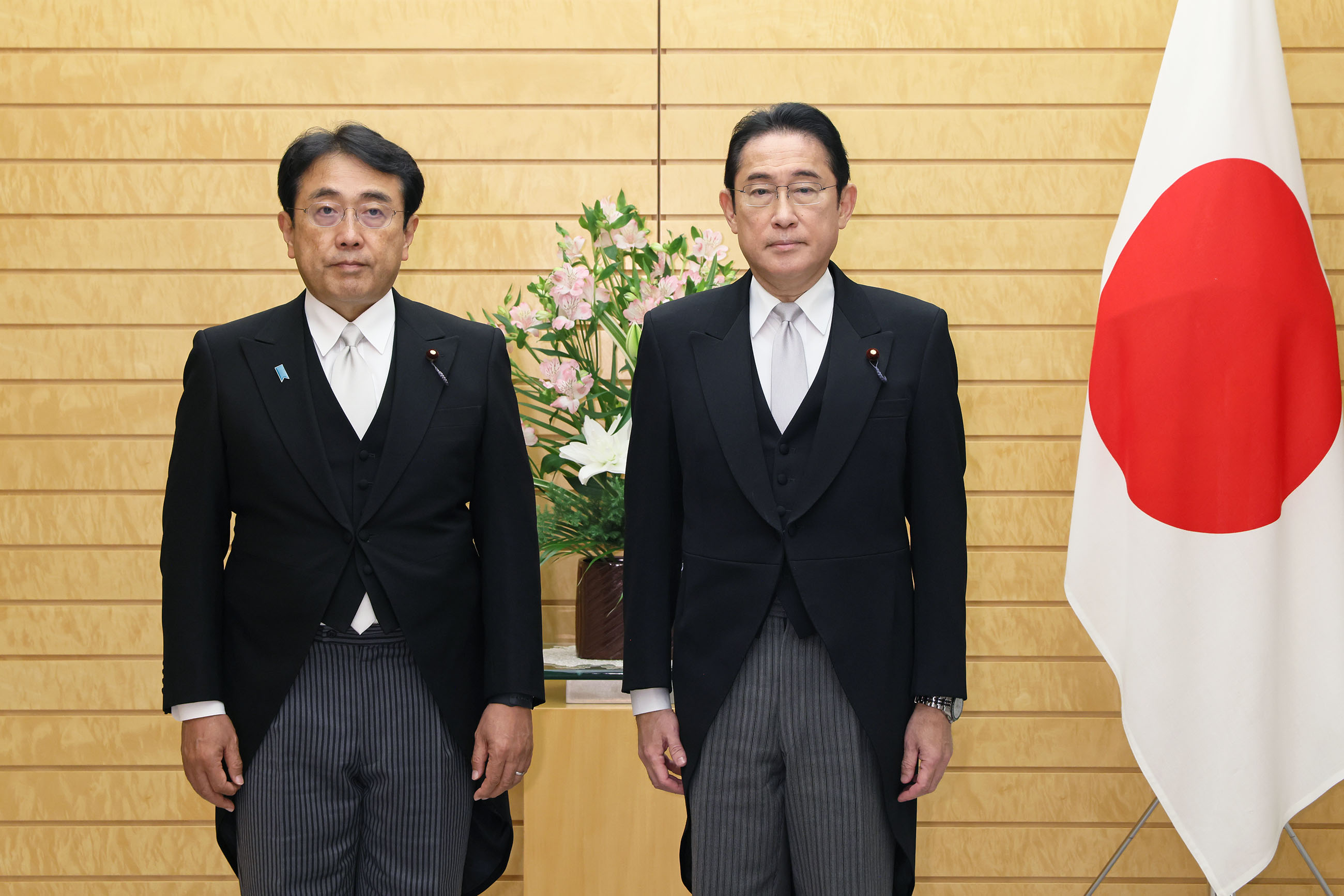
2023年11月13日，任命赤泽龙正为财政省副大臣

2023年12月，由於自民黨派閥的政治獻金引起爭議，促使牽涉其中的安倍派退出內閣要職。